# Gerdesius paruensis
Espèce
Synonymes
- Huralvioides paruensis Soares, 1970

Gerdesius paruensis est une espèce d'opilions laniatores de la famille des Gerdesiidae.

## Distribution
Cette espèce est endémique dU Pará au Brésil. Elle se rencontre vers Almeirim et Breves.

## Description
La femelle holotype mesure 8,0 mm et le mâle paratype 7,0 mm.
Le mâle décrit par Bragagnolo, Hara et Pinto-da-Rocha en 2015 mesure 5,45 mm et la femelle 5,85 mm, les mâles mesurent de 4,6 à 5,45 mm et les femelles de 4,4 à 5,85 mm.

## Systématique et taxinomie
Cette espèce a été décrite sous le protonyme Huralvioides paruensis par Soares en 1970. Elle est placée dans le genre Gerdesius par Bragagnolo, Hara et Pinto-da-Rocha en 2015.

## Étymologie
Son nom d'espèce, composé de paru et du suffixe latin -ensis, « qui vit dans, qui habite », lui a été donné en référence au lieu de sa découverte, le rio Paru de Leste.

## Publication originale
- (en) Soares, « Novas espécies de opiliões da Região Amazônica (Opiliones, Cosmetidae, Gonyleptidae, Phalangiidae, Stygnidae) », Revista Brasileira de Biologia, vol. 30, no 3,‎ 1970, p. 323-338